# Abhandlung über den Ursprung der Sprache
Die Abhandlung über den Ursprung der Sprache ist ein von Johann Gottfried Herder geschriebener Versuch, die Entstehung der menschlichen Sprache nachzuvollziehen. Er reichte sie 1769 bei einer Preisfrage der Berliner Akademie der Wissenschaften ein und beteiligte sich damit an einer zeitgenössischen Diskussion.

## Entstehung
Anlass zur Abfassung der Schrift war die Preisfrage der Berliner Akademie der Wissenschaften im Jahr 1769, der zufolge die Bewerber beantworten sollten, was der Ursprung der Sprache sei. Zusammen mit Herder reichten im Jahr 1770 31 Autoren eine Abhandlung über die Frage ein. Herders Text wurde mit dem ersten Platz ausgezeichnet und schließlich 1772 veröffentlicht.
Sowohl im Deutschen als auch im gesamten europäischen Sprachraum wurden vor, während und nach Herder noch andere teils ihm zustimmende, teils ihm widersprechende Versuche unternommen, den Ursprung der Sprache zu finden.
Von Herder wurden die Beiträge Johann Peter Süßmilchs in besonderer Form bedacht, der zuvor die These vertreten hatte, die Sprache sei dem Menschen von Gott gegeben worden und keines natürlichen Ursprungs. Mit dieser These hatte sich Herder schon in seinen 1768 erschienenen Fragmente[n] über die neuere deutsche Literatur befasst und sie dort verworfen: „Über göttliche Produktionen lässt sich gar nicht urteilen“. Auch der erste Satz der Abhandlung „Schon als Tier hat der Mensch Sprache“ ist ein als Widerspruch zu dieser These zu verstehender Einwurf, da hier der absolute Unterschied von Mensch und Tier, der von Süßmilch impliziert und auf den Schöpfergott zurückgeführt wird, zurückgewiesen wird.

## Inhalt

### Erster Teil. Haben die Menschen, ihren Naturfähigkeiten überlassen, sich selbst Sprache erfinden können?
Der erste Abschnitt beginnt mit dem Satz Schon als Tier hat der Mensch Sprache, womit Herder aber nicht, wie zunächst vermutet werden könnte, die Evolutionstheorie und die menschliche Abstammung vom Tier vorwegnimmt, sondern meint, dass Sprache schon bei den Lauten von Tieren beginnt und nicht erst mit von und durch Menschen formulierten Worten und Sätzen.
Diese einfachste Art von Sprache gebe es noch bei den Menschen in den Momenten, wenn Gefühle durch einfachste Laute geäußert werden. In den primitiven Sprachen beziehungsweise den Sprachen primitiver Kulturen lebten sie stärker als in den europäischen, als die Wurzeln und Säfte dieser Sprachen.
Der Ursprung der menschlichen Sprache hänge mit der Tatsache zusammen, dass der Mensch ein Mängelwesen sei; darin sieht Herder „den notwendigen genetischen Grund zur Entstehung einer Sprache für diese neue Art Geschöpfe“. An Stelle der Instinkte träte beim Menschen die Vernunft, die dieser neuen Art der Organisation seines Körpers entspreche. Der Mensch habe die Fähigkeit zur Reflexion: dass er eine oder mehrere Eigenschaften eines Gegenstandes bei sich anerkenne. So erkenne er das Schaf am Blöken und erkenne es wieder: „Ha! du bist das Blökende!“
Im Gegensatz zu manchen Zeitgenossen sieht er deshalb auch nicht einen göttlichen Ursprung bei der Entstehung der Sprache, sondern vermutet einen Prozess, an dessen Ende verschiedene voneinander abgegrenzte Nationalsprachen stehen; das vertritt er in Abgrenzung zur Sprachursprungshypothese von Johann Peter Süßmilch.
Auf der anderen Seite grenzt sich Herder aber auch von der Auffassung ab, die menschliche Sprache habe ihren Ursprung in tierischen Lauten und diene der Kommunikation mittels solcher Laute; er wendet sich also entschieden gegen eine Überlegung, der Mensch selbst oder die menschliche Kultur könnten ihren Ursprung direkt im Tierischen haben, wie es etwa von Étienne Bonnot de Condillac vertreten wurde. Entscheidend sei vielmehr, dass der Mensch ein horchendes, ein hörendes Geschöpf ist. In mehreren Schritten arbeitet Herder die Bedeutung des Hörens heraus: Hören steht zwischen dem Fühlen, das nur im unmittelbaren Kontakt mit einem Gegenstand möglich ist, und dem Sehen, das sich in die Ferne richtet; das Gefühl biete alles auf einmal, das Sehen alles nur im Nebeneinander, das Hören aber schön nacheinander, sozusagen mit Methode.
Die morgenländischen Sprachen lebten noch aus der Nähe ihrer Wörter zu den Sinnen, seien logisch weniger geordnet, dafür reicher an Synonymen; den abstrakteren Begriffen lägen noch Anschauungen und Wahrnehmungen zugrunde (Wind – Geist, abgesondert – heilig, Atem – Seele, Schnauben – Zorn). Auch die Entwicklung der Grammatik einer Sprache (Vorrang der Verben; Vorrang des Präteritums vor dem Präsens wegen der Notwendigkeit, Vergangenes zu erzählen usw.) zeige noch die ursprüngliche Nähe zu den Empfindungen an.
Aus dem Unterschied zwischen der körperlichen Organisation von Mensch und Tier kommt Herder zur Einsicht, „[d]aß der Mensch den Thieren an Stärke und Sicherheit des Instinktes weit nachstehe“, was für ihn das Zentrum seiner Anthropologie in dieser Schrift ist. Als solcher habe der Mensch keinen eigene Umwelt, an die er perfekt angepasst ist, sodass er in dieser Hinsicht gegenüber dem Tier benachteiligt ist, was durch die Sprache und Kultur, die er schafft, ausgeglichen wird.

### Zweiter Teil. Auf welchem Wege der Mensch sich am füglichsten hat Sprache erfinden können und müssen?
Der zweite Teil der Abhandlung behandelt das Werden und Entstehen der Sprache. Die Mängel gegenüber dem Tier gleiche der Mensch durch Verstand und Besonnenheit aus, die die Stellung des Menschen in der Welt bestimmen, ihm also eine besondere Qualität verleihen, die ihn von den Tieren unterscheidet. Besonnenheit entstehe aus der Freiheit, die der Mensch bei der Nutzung seiner Sinne und Vorstellungskräfte hat und die er somit auch selbstreflexiv nutzen kann. Diese selbstreflexiven Tätigkeiten zusammen, also in Synthese, ergeben nach Herder schließlich Vernunft oder Besonnenheit, die dem Menschen eigen sei und welche die Tiere nicht haben und nicht haben können. Der Mensch empfinde mit dem Verstand und spreche, indem er denkt. Hierdurch sei es dem Menschen möglich, aus den Lauten der Natur mittels seines Gehörs ein erstes „Wörterbuch“ zu kreieren, das jedem Ding als Namen das ihm zuerkannte Merkmal zuweist, gleichzeitig aber mittels der Besonnenheit nach innen diese Laute reflektiert und damit eine Sprache im eigentlichen Sinne entwickelt.
Am Beispiel des hilflosen Säuglings zeigt Herder, wie der Mensch auf die Hilfe anderer angewiesen ist, von denen er auch seine Familiendenkart und Familiensprache übernimmt. Aber auch das jeweilige Klima und die Art, sich zu ernähren, wirkten sich auf die Ausbildung einer Sprache aus. Und nicht nur in die Familie ist der Mensch gestellt – diese steht wieder in größeren Gemeinschaften, die dann notwendig auch verschiedene Sprachen ausbilden. Die Menschheit ist „ein progressives Ganze von einem Ursprunge“, das sich immerfort entwickelt.

## Rezeption
Arnold Gehlen nimmt Herders Anthropologie auf und kommt so zum Begriff des Mängelwesens als einem Schlüsselbegriff. Auch Dieter Claessens knüpft an diese Überlegungen an, ebenso an die Analyse der Aufzucht des Säuglings, die er in den theoretischen Rahmen der Bedeutung eines Lebens in Gruppen stellt.